# Puschkin-Medaille

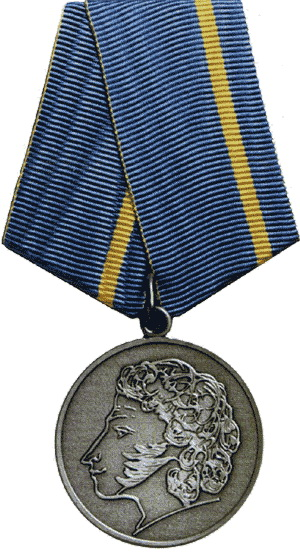
Vorderseite Puschkin-Medaille

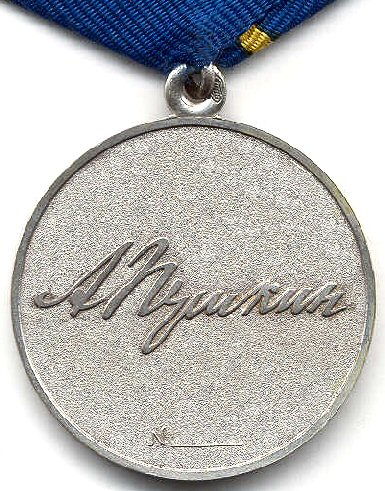
Rückseite Puschkin-Medaille

Die Puschkin-Medaille (russisch медаль Пушкина) ist eine staatliche Medaille Russlands.

## Zweck
Die Puschkin-Medaille wird verliehen „für Verdienste im Bereich der Kultur, der Aufklärung, der Geisteswissenschaften, der Literatur und Kunst, für einen großen Beitrag zum Studium und zum Erhalt des kulturellen Erbes, zur Annäherung und zur wechselseitigen kulturellen Bereicherung der Nationen und Völker“.
Geschaffen wurde die Auszeichnung am 9. Mai 1999 durch den ersten Präsidenten der Russischen Föderation, Boris Jelzin.

## Beschreibung der Medaille
Die Puschkin-Medaille ist aus massivem Silber. Sie hat eine runde Form mit einem Durchmesser von 32 mm mit gewölbtem Rand auf beiden Seiten. Auf der Vorderseite prangt in der Mitte die Unterschrift von Alexander Puschkin als Relief, darunter die Nummer der Medaille. Die Rückseite der Medaille trägt das Profil des russischen Nationaldichters Puschkin, ein Selbstbildnis aus dem Jahre 1823.
Die Medaille wird getragen an einem 24 Millimeter breiten blauen Band aus Moiré-Seide mit einem goldenen Längsstreifen, dessen Breite 2,5 mm beträgt und vom rechten Rand des Bandes 5 Millimeter entfernt ist.
Nicht zu verwechseln ist die staatliche Puschkin-Medaille der Russischen Föderation mit:
- dem Alexander-Puschkin-Preis für Schriftsteller, die in russischer Sprache publizieren, der von der Alfred Toepfer Stiftung verliehen wurde (1989–2005),[1]
- dem Puschkin-Preis der Russischen Akademie der Wissenschaften (1881–1990),[2]
- der Puschkin-Medaille der Internationalen Assoziation der Lehrkräfte für russische Sprache und Literatur MAPRYAL (seit 1979).[3]

## Medaillen-Träger im deutschsprachigen Raum
Deutschland:
- 2024 Alina Lipp, deutsche Bloggerin
- 2016 Brigitte Dreßler, Slawistin
- 2013 Christoph Stölzl, Präsident der Hochschule für Musik Franz Liszt Weimar
- 2013 Karl Schlögel, Historiker und Schriftsteller (Schlögel erklärte im Mai 2014, dass er diese Auszeichnung nicht annehmen werde).[4]
- 2013 Beate Lehr-Metzger, Autorin (Dokumentarfilm Keine Kameraden)
- 2008 Gabriele Krone-Schmalz, Fernsehjournalistin und Autorin[5]
- 2008 Wolf Schmid
- 2007 Regina Stephan, Leiterin des Schloss Britz in Neukölln[6]
- 2007 Karl-Eugen Engler, Bürgermeister des Heilbades Badenweiler
- 2007 Hans-Joachim Schlegel, Filmwissenschaftler, Übersetzer und Publizist
- 2007 Heinz Setzer, Direktor des Literaturmuseums „Tschechow Salon“ in Badenweiler
- 2006 Hermann Falk, Chef der Konzertagentur Cantica[7]
- 2006 Jochen Hahn, Generaldirektor der Theater- und Konzertagentur „Hahn Production“[7]
- 2006 Friedrich Hitzer, Übersetzer
- 2006 Robert Leonardy, künstlerischer Leiter der internationalen Musikfestspiele Saar[8]
- 2006 Volker Neumann, Direktor der Frankfurter Buchmesse[8]
- 2006 Susanne Reidel, Gymnasiallehrerin für Russische Sprache und Literatur, Berlin[7]
- 2006 Joachim Sartorius, Festspiel-Intendant, Berlin[7]
- 2006 Christina Weiss, Staatsministerin für Kultur[7]
- 2002 Rolf-Dieter Kluge, deutscher Literaturwissenschaftler und Slawist[9]
- 2002 Elisabeth Gemein, Schulleiterin i. R. des Mädchengymnasiums Essen Borbeck[10]
- 2002 Rolf-Dietrich Keil, deutscher Slawist, Übersetzer und Autor[11]
- 2002 Cyrill Pech, deutscher Pfarrer, Vorsitzender der Gesellschaft Berliner Freunde der Völker Russlands e. V.[12]

Österreich:
- 2024  Patrick Poppel, Vertreter des Außenministeriums der international nicht anerkannten Republik Südossetien in Österreich
- 2018 Petja Houdjakov, Leiter der Bolschoi Don Kosaken
- 2016 Erich Poyntner, österreichischer Universitätsdozent, Schriftsteller, Schriftführer des Verband der Russischlehrerinnen und Russischlehrer Österreichs
- 2007 Wolfgang Eismann, Leiter des Instituts für Slawistik, Graz
- 1999 Raoul Kneucker, Rechts- und Verwaltungswissenschaftler sowie Honorarprofessor in Innsbruck und Wien

Schweiz:
- 2009 Werner Stauffacher, Gründer des Kooperations-Rats Schweiz/Russland[13]
- 2009 Peter Brang, Professor für Slavische Philologie der Universität Zürich (emeritiert)

Liechtenstein:
- 2007 Eduard von Falz-Fein, russischer Baron, Unternehmer, Journalist und Sportler[14]

Insgesamt wurden von 1999 bis Dezember 2012 754 Puschkin-Medaillen verliehen.